# 2,4,6-trinitrotolueen
2,4,6-trinitrotolueen of TNT (ook wel trotyl genoemd) (IUPAC-naam: 2-methyl-1,3,5-trinitrobenzeen) is een explosieve stof die veel wordt gebruikt vanwege een lage gevoeligheid en hoge brisantie. Net als buskruit verbrandt TNT snel als het zonder opsluiting wordt aangestoken, zonder explosie. TNT kan echter ook een detonatie ondergaan, dat wil zeggen dat het schokfront door de ontleding van de verbinding zich sneller verplaatst dan het geluid. Om dit te laten gebeuren is een flinke schokgolf nodig.
Het molecuul bestaat uit tolueen waarvan de twee ortho- en het para-waterstofatoom zijn vervangen door een NO2-groep. De stof wordt gemaakt door de aromatische nitrering van tolueen. Zuiver TNT bestaat uit licht-geelbruin gekleurde kristallen, en kan lang bewaard worden. TNT is eenvoudig oplosbaar in veelgebruikte organische oplosmiddelen zoals ether, aceton en ethanol, maar slecht in water. Sommige chemische eigenschappen komen sterk overeen met die van picrinezuur.
De stof kan in pure vorm worden gebruikt als explosief maar er worden ook veel explosieven gebruikt die uit mengsels bestaan waarvan TNT een belangrijke component is. Dynamiet is niet hetzelfde als TNT: het bestaat uit een mengsel van kiezelgoer en nitroglycerine.
Bij de explosie van TNT komt een zwarte rook vrij die voornamelijk bestaat uit koolstof, omdat de zuurstofbalans van TNT −74% bedraagt. Dit wil zeggen dat er 74 massaprocent zuurstoftekort is in het molecuul om alles te verbranden tot water en koolstofdioxide. Om de zuurstofbalans iets te verschuiven wordt heel soms ammoniumnitraat toegevoegd. Opvallend genoeg zijn alle nitroaromaten (zoals picrinezuur) zeer explosief hoewel ze een zeer lage zuurstofbalans hebben.